# Kanonvärn på Ålstahöjden

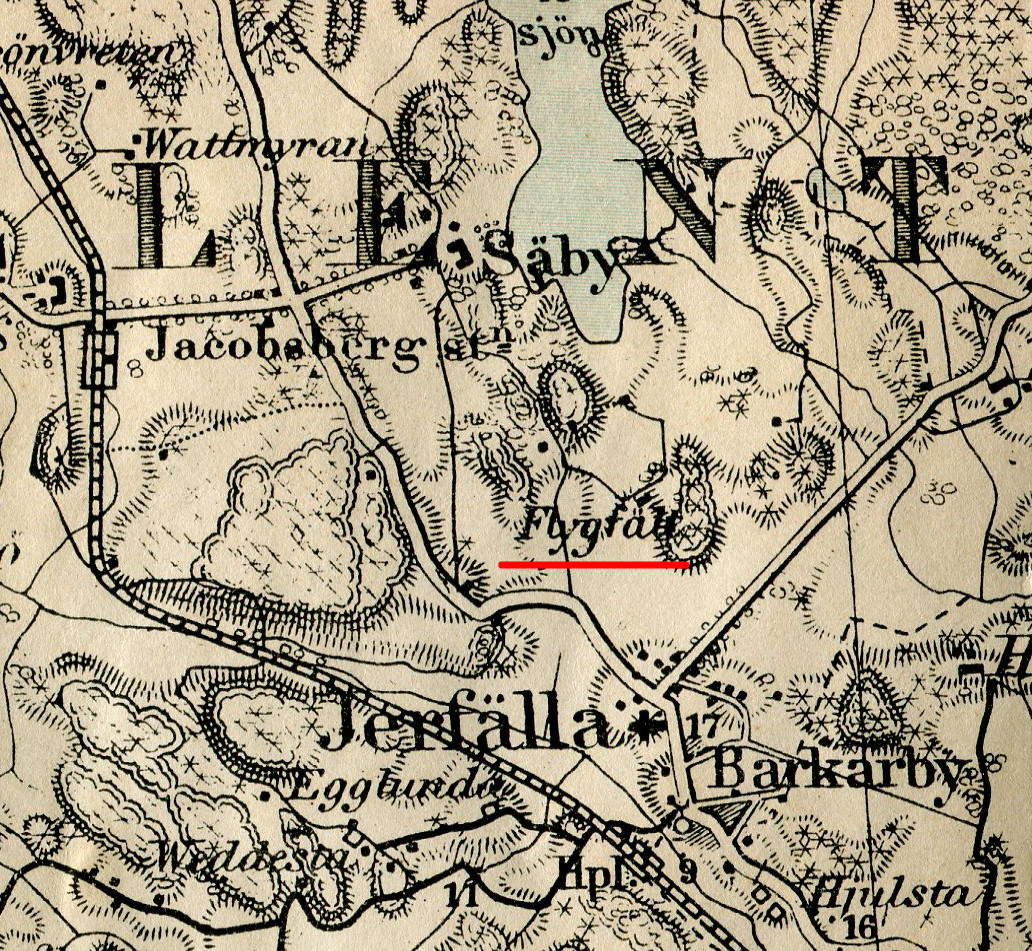
Svea flygflottilj på en karta från 1913. Generalstabens litografiska anstalt. Den svenska flygflottiljen inom Flygvapnet verkade åren 1938–1963. Förbandet var förlagt i Stockholms garnison i Barkarby på Barkarby flygbas, Järfälla kommun.

Kanonvärn på Ålstahöjden, liksom på Dragonbacken, Hästa klack och Tallbohov i Järfälla kommun, Stockholms län, var en luftvärnsställning av sten och betong för att skydda personal och material på ”Nya Berget” invid trafikledartornet på Järvafältet, ett större naturområde som reserverades som militärt övningsfält mellan 1905 och 1970.
Under åren 1938-1963 verkade Svea flygflottilj, även F 8 Barkarby och F 8, inom Flygvapnet. Förbandet och flygflottiljen var förlagt i Stockholms garnison i Barkarby på Barkarby flygbas i Järfälla kommun.

## Ålstahöjden
Ålstahöjdens strategiska läge har utnyttjats även i andra sammanhang. Redan 1665 fanns vid Ålsta by en väderkvarn, Ålsta kvarn. Fram till 1770-talets slut var kvarnen i bruk och den tillhörde Ålsta by. Av kvarnen finns inga lämningar, men kvarnen låg troligen på eller i närheten av den högsta punkten. Då var höjden bevuxen med låg vegetation, så att vinden kunde utnyttjas maximalt.
Järvafältet har fått namn av Järvagårdarna i Solna. Området sträcker sig genom Solna, Järfälla, Sollentuna, Sundbybergs och Stockholms kommuner. Fältet motsvarar Igelbäckens bördiga dalgång som under bronsåldern var en del av en havsvik som sträckte sig från Östersjön via Edsviken fram till Säbysjön.

## Natur- och kulturreservat
Den norra delen av Järvafältet utgörs av Järvafältets naturreservat och Hansta naturreservat. Skogarna är tänkta att vara urskog. Här finns sjöarna Säbysjön, Översjön och Ravalen, medan Djupan och Kalkviken är så gott som igenväxta. Här finns också några gårdar och torp: Bögs gård i Sollentuna är en demonstrationsgård, och vid Eggeby gård och Väsby gård finns naturskolor. Fäboda i Sollentunas del har mjölkproduktion i tredje generation. Hägerstalunds gård och Säby gård är gårdar som omvandlats till konferensanläggningar respektive värdshus. Molnsättra gård vid Översjön i Kallhäll nämns redan på 1500-talet är en av de få lantbruk i Stockholmstrakten som fortfarande drivs av privata ägare. Själva gården ligger dock utanför reservatsområdet för Molnsättra naturreservat.

## Järva skjutfält

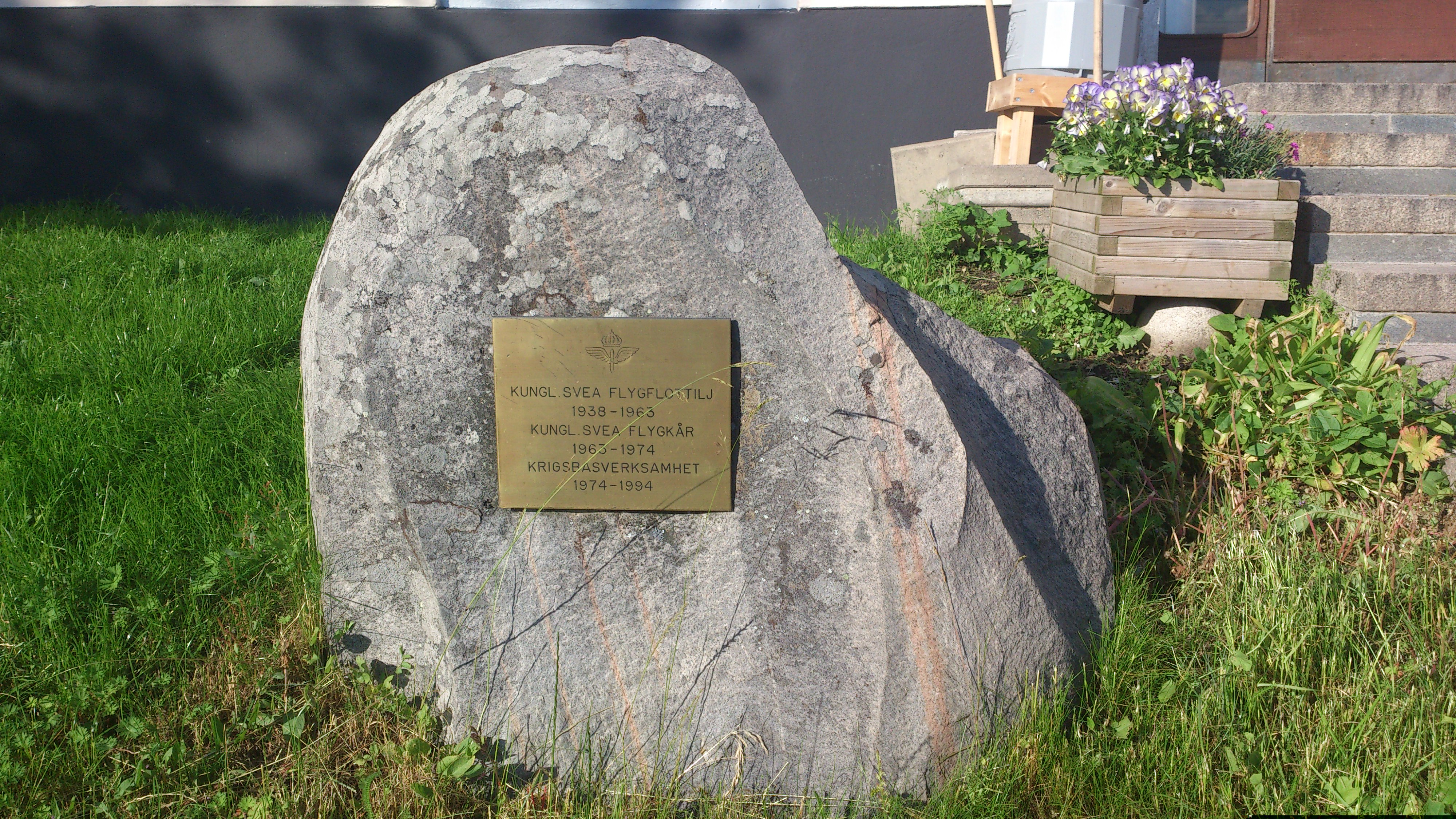
Minnessten intill kanslihuset vid f.d Svea flygflottilj eller även känt som F 8 Barkarby, var flygflottilj mellan åren 1938 och 1963 och mellan åren 1963 och 1974 verkade Svea flygkår inom Flygvapnet.

År 1970 lämnade militären området och marken vid Järva skjutfält med sina bevarade gårdar och dessa förvärvades av Stockholms, Sundbybergs, Solnas, Järfällas och Sollentunas kommuner. En minnessten påminner om militärtiden på Järvafältet. Den bär inskriptionen: ”Krigsmaktens i Stockholmsområdet garnisonerade förband övades här 1905-1970”. Tack vare att området var avstängt för allmänheten fram till 1962 bevarades de gamla gårdarna och deras historiska omgivningar.

## Historik

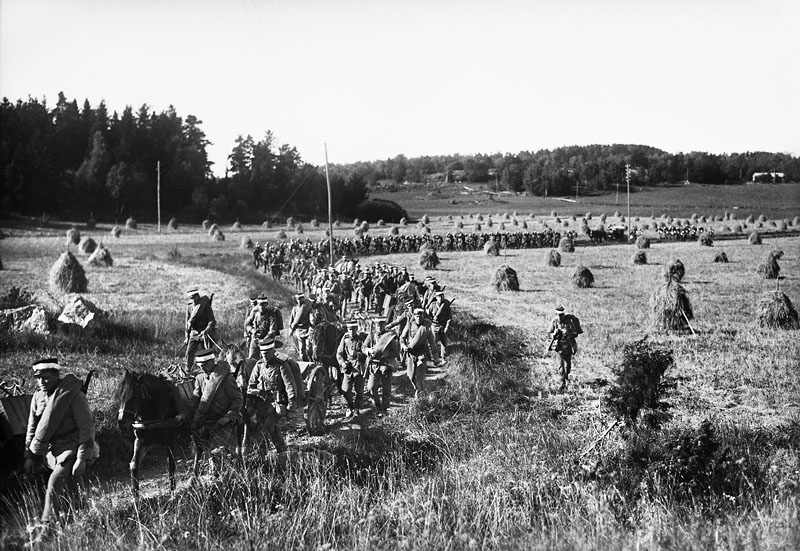
Fältmanöver på Järvafältet, Järva skjutfält, 1917.

Järvafältet blev genom riksdagsbeslut ett militärt övnings- och skjutfält. Fältet sträckte sig, såsom ovan nämnts genom Järfälla, Solna, Sollentuna,Sundbybergs och Stockholms kommuner. Kungliga Svea Flygflottilj (F8) förlades efter ett försvarsbeslut 1936 till Barkarby. Den militära verksamheten upphörde först 1970, men F8 fanns kvar till 1974. Fram till 1994 fungerade därefter flygfältet som krigsbas med viss övningsverksamhet.